# Familienarbeit (Pädagogik)
Familienarbeit ist ein Oberbegriff für Projekte und Hilfemaßnahmen, deren Ziel die Förderung von Familien ist. Die Bandbreite reicht dabei von kommunal geförderten Freizeitaktivitäten und Bildungsmaßnahmen für Eltern und Kinder als Teil der Gemeinwesenarbeit bis hin zur Einzelfallhilfe im Rahmen von Beratungen und Maßnahmen nach dem SGB XIII. Obwohl die Kommunen als staatliche Organe für den besonderen Schutz der Familie nach Art. 6 GG (1) zuständig sind, so gilt hier doch das Subsidiaritätsprinzip, demzufolge der Staat sich nur insoweit beteiligt, als der Bedarf weder aus eigener Kraft noch durch freie Träger gedeckt werden kann. In der Praxis wird Familienarbeit daher vorwiegend durch Vereine, Initiativen, Bildungseinrichtungen, Kirchen, Wohlfahrtsverbände und viele Weitere geleistet.

## Ansätze
- Kompetenzorientierte Familienarbeit (KOFA)
- Sozialpädagogische Familienarbeit (SPFA)
- Integrierte Familienarbeit